# Браянт Рівз
Браянт Рівз (англ. Bryant Reeves; нар. 8 червня 1973, Форт-Сміт, Арканзас, США) — американський професіональний баскетболіст, що грав на позиції центрового за команду НБА «Ванкувер Гріззліс».

## Ігрова кар'єра
На університетському рівні грав за команду Оклахома-Стейт (1991–1995). На четвертому курсі вивів команду до Фіналу чотирьох турніру NCAA, набираючи 21,5 очок за гру. 
1995 року був обраний у першому раунді драфту НБА під загальним 6-м номером командою «Ванкувер Гріззліс». Професійну кар'єру розпочав 1995 року виступами за тих же «Ванкувер Гріззліс», захищав кольори команди з Ванкувера протягом усієї історії виступів у НБА, яка налічувала 6 сезонів. У сезоні 1998-1999 провів найрезультативніший матч у кар'єрі, набравши 41 очко проти «Бостона».
Через проблеми з зайвою вагою достроково завершив спортивну кар'єру.

## Статистика виступів в НБА

### Регулярний сезон
| Сезон             | Команда             | GP  | GS  | MPG  | FG%  | 3P%  | FT%  | RPG | APG | SPG | BPG | PPG  |
| ----------------- | ------------------- | --- | --- | ---- | ---- | ---- | ---- | --- | --- | --- | --- | ---- |
| 1995–1996         | «Ванкувер Гріззліс» | 77  | 63  | 24.9 | .457 | .000 | .732 | 7.4 | 1.4 | 0.6 | 0.7 | 13.3 |
| 1996–1997         | «Ванкувер Гріззліс» | 75  | 75  | 37.0 | .486 | .679 | .704 | 8.1 | 2.1 | 0.4 | 0.9 | 16.2 |
| 1997–1998         | «Ванкувер Гріззліс» | 74  | 74  | 34.1 | .523 | .346 | .706 | 7.9 | 2.1 | 0.5 | 1.1 | 16.3 |
| 1998–1999         | «Ванкувер Гріззліс» | 25  | 14  | 28.1 | .406 | .694 | .578 | 5.5 | 1.5 | 0.5 | 0.3 | 10.8 |
| 1999–2000         | «Ванкувер Гріззліс» | 69  | 67  | 25.7 | .448 | .000 | .648 | 5.7 | 1.2 | 0.5 | 0.6 | 8.9  |
| 2000–2001         | «Ванкувер Гріззліс» | 75  | 48  | 24.4 | .460 | .250 | .796 | 6.0 | 1.1 | 0.6 | 0.7 | 8.3  |
| Усього за кар'єру | Усього за кар'єру   | 395 | 341 | 30.6 | .475 | .074 | .703 | 6.9 | 1.6 | 0.5 | 0.8 | 12.5 |

## Особисте життя
Володіє великим ранчо поблизу Ганса, Оклахома. Там і проживає з дружиною та чотирма дітьми.